# Максимилијан Шахман
Максимилијан Шахман (њем. Maximilian Schachmann; 9. јануар 1994), њемачки је професионални бициклиста, који тренутно вози за UCI ворлд тур тим — Судал—Квик-степ. Највеће успјехе остварио је на Свјетском друмском првенству, гдје је у конкуренцији возача до 23 године, освојио сребрне медаље у вожњи на хронометар 2015 и 2016. На Ђиро д’Италији 2018, побиједио је на етапи 18, док је носио бијелу мајицу, за лидера у класификацији за најбољег младог возача до шесте етапе. На Вуелти ал Паис Баско 2019. године, остварио је три етапне побједе, а затим је освојио Париз—Ницу 2020. и 2021.

## Каријера

### 2013—2016.
Професионалну каријеру почео је у Тирингер Енерџи тиму 2013 године. Сезону је почео на Буке де л’Арте трци у Француској. Завршио је на 14 мјесту у генералном пласману, трећем мјесту у брдској и осмом мјесту у класификацији за најбољег младог возача. Национално првенство Њемачке за возаче до 23 године, завршио је на 18 мјесту. На трци Ђиро Чиклистико дела Вале остварио је најбољи резултат у сезони — друго мјесто на прологу дугом 2,5 km. Европско првенство у вожњи на хронометар за возаче до 23 године завршио је девети, док је Свјетско првенство у вожњи на хронометар за возаче до 23 године завршио на 12 мјесту.
Сезону 2014 стартовао је на једнодневним тракама у Холандији, гдје није остварио значајније резултате. Након Холандије, возио је Тур де Норманди трку. Пролог на првој етапи завршио је на 28 мјесту, док је у наставку трке губио вријеме и завршио је на 27 мјесту у генералном пласману. Најбољи резултат остварио је на Европском и Свјетском првенству у вожњи на хронометар за возаче до 23 године, обје трке завршио је на петом мјесту.
Године 2015 возио је трку у Хрватској у марту — Истарско прољеће, коју је завршио на 16 мјесту. Први запаженији резултат остварио је на Тур де Берлин трци, гдје је завршио на осмом мјесту. Најбоље резултате остварио је на Европском првенству у вожњи на хронометар за возаче до 23 године, гдје је освојио треће мјесто, 16 секунди иза побједника Стивена Ламертника; на Свјетском првенству у вожњи на хронометар за возаче до 23 године, освојио је друго мјесто, сребрну медаљу, 13 секунди иза побједника Мадса Шмита.
Сезону 2016 почео је у Португалији, гдје је Волта ао Алентехо трку завршио на 18 мјесту у генералном пласману. Након Португалије возио је Триптик дес Монт ет Шато трку у Белгији. Прву етапу завршио је на 52 мјесту, а захваљујући другом мјесту на другој етапи дошао је до трећег мјеста у генералном пласману. Трећа етапа вожена је из два дијела, истог дана; на хронометру дугом 10,3 km завршио је осми, док је равну етапу 3б, дугу 91 km, завршио у групи, на 33 мјесту и трку је завршио на трећем мјесту у генералном пласману. Након неколико трка без значајнијих резултата, возио је Тур де Берлин трку. Трка је стартовала екипним хронометром, који је Шахманов тим завршио на другом мјесту. На другој етапи, Шахман и Лукас Шелмер су побјегли групи у финишу; Шелмер га је одспринтао и Шахман је завршио етапу на другом мјесту, 18 секунди испред групе. Трећа етапа вожена је из два дијела, истог дана, хронометар на етапи 3а завршио је на деветом мјесту, док је етапу 3б завршио на седмом мјесту. Последња етапа била је равна, није било промјена и Шахман је завршио трку на другом мјесту у генералном пласману, девет секунди иза Француза Ремија Кавање.
У јулу, возио је Тур Алкас трку у Француској. Трка је стартовала прологом, који је завршио на десетом мјесту, седам секунди иза Кертиса Вајта. Наредне двије етапе биле су равне, али је Шахман на другој изгубио 13 секунди и пао на 27 мјесто у генералном пласману. На трећој етапи, Шахман је стигао до прве побједе у сезони, тријумфовао је соло, десет секунди испред Скота Дејвиса, али са огромном предношћу испред других конкурената и преузео је прво мјесто у генералном пласману. Четврта етапа је била равна, није било промјена и Шахман је освојио Тур Берлина. Добру сезону употпунио је освајањем сребрне медаље на Свјетском првенству у вожњи на хронометар за возаче до 23 године; завршио је 18 секунди иза сународника Марка Матиса.

### 2017—2018.
Након сезона у јуниорским и развојним тимовима, у јулу 2016 потписао је први професионални уговор, за сезону 2017, са Квик—Степ Флорс тимом. Прву сезону међу професионалцима почео је на Дубаи Туру, који је завршио на 84 мјесту. Први бољи резултат остварио је на Тур де Романди трци, гдје је на прологу завршио четврти, осам секунди иза Фабија Фелинеа. Хронометар на последњој, петој етапи, завршио је на 14 мјесту и трку је завршио на 19 мјесту у генералном пласману, минут и 58 секунди иза Ричија Порта и само три секунде иза Криса Фрума. У класификацији за најбољег младог возача завршио је други, 14 секунди иза Пјера Латура. Сезону је наставио на Тур оф Калифорнија трци, гдје је хронометар на шестој етапи завршио на шестом мјесту. Трку је завршио званично на 14 мјесту у генералном пласману, али је завршио у групи шест возача од 10 до 15 мјеста, који су имали идентичан заостатак — 53 секунде. Национално првенство Њемачке у вожњи на хронометар завршио је четврти, два минута и десет секунди иза побједника — Тонија Мартина; док је национално првенство у друмској вожњи завршио пети, два минута и 11 секунди иза побједника — Маркуса Бурхарта. Сезону је наставио на Тур де Полоње трци, гдје је на петој етапи отишао у бијег; на 27 km до циља, пао је, због чега је напустио трку и морао је да заврши сезону.
Сезону 2018 стартовао је на Дубаи Туру, који је прије свега резервисан за спринтере; Трку је освојио његов сувозач Елија Вивијани, док је Шахман завршио на 88 мјесту, 14 минута иза. У априлу, дебитовао је на Арденским класицима, возио је Флеш Валон. Шахман је био у нападу, а након што је достигнут, радио је за Жилијена Алафилипа, који је тријумфовао и прекинуо серију Алехандра Валвердеа од четири узастопне побједе; Шахман је дебитантски наступ на популарној "Валонској стријели" завршио на осмом мјесту. Возио је и други Арденски класик — Лијеж—Бастоњ—Лијеж, на којем је такође радио за Алафилипа, али је до соло побједе стигао његов други сувозач — Боб Јунгелс; Шахман је завршио на 35 мјесту. Квик—Степ је 30. априла објавио састав тима за Ђиро д’Италију 2018, у тиму који се фокусирао на етапне побједе са Вивијанијем, без лидера за генерални пласман, нашао се и Шахман, коме је то био дебитантски наступ на некој гранд тур трци. Хронометар на првој етапи завршио је на осмом мјесту, 21 секунду иза побједника — Тома Димулена; Шахман је осмим мјестом на првој етапи узео бијелу мајицу, за лидера класификације за најбољег младог возача. На шестој етапи изгубио је минут и по и бијелу мајицу преузео је Ричард Карапаз. На етапи 15 изгубио је 29 минута и испао је из борбе за бијелу мајицу. На етапи 18 био је у бијегу, пратио је сваки напад, а у финишу је напао и побиједио 10 секунди испред Рубена Плазе. То му је била прва етапна побједа на гранд тур тркама. Ђиро је завршио на 31 мјесту, сат и 40 минута иза Криса Фрума. Након Ђира возио је национално првенство, гдје је хронометар завршио на четвртом мјесту, два минута иза Тонија Мартина, који је првенство освојио осми пут, седми пут заредом. Почетком августа возио је Европско првенство у вожњи на хронометар, гдје је завршио на трећем мјесту, 27 секунди иза Виктора Кампенартса. Сезону је наставио на Бинк Банк Туру, који је завршио на четвртом мјесту у генералном пласману 25 секунди иза Мохорича, након чега је возио домаћу трку, Тур оф Дојчланд. На другој етапи, Том Димулен је напао на последњем успону, на 6 km до циља, Шахман је једини пратио. У последњем километру, Матеј Мохорич их је достигао, након чега су се гледали и спремали за спринт; Нилс Полит је то искористио, достигао их и напао, али је Шахман реаговао и побиједио у спринту, захваљујући чему је преузео лидерску мајицу. Трећа етапа завршена је групним спринтом, који је Шахман завршио на седмом мјесту; побиједио је Мохорич, који је преузео вођство у генералном пласману захваљујући секундама бонификације. Последњу етапу завршио је такође у групи и завршио је трку на трећем мјесту у генералном пласману, 12 секунди иза Мохорича и шест секунди иза Полита, који је побиједио на последњој етапи. На Свјетском првенству, возио је све три дисциплине. Са тимом Квик—Степ Флорс освојио је златну медаљу у екипном хронометру, 18 секунди испред тима Санвеб, док је трку на хронометар завршио на 11 мјесту, три минута и 40 секунди иза Роана Дениса. Возио је и друмску трку, али је није завршио. Сезону је завршио на другом издању Тур оф Гуангси трке у Кини, коју је завршио на 66 мјесту у генералном пласману, седам минута иза Ђанија Москона, који је освојио трку.

### 2019.
У августу 2018. године, потписао је двогодишњи уговор са тимом Бора Ханзго. Сезону 2019, почео је трци УАЕ Тур, која је настала након спајања Абу Даби Тура и Дубаи Тура. Трка је стартовала екипним хронометром, који је тим Бора Ханзго завршио на деветом мјесту, 28 секунди иза Јумбо—Визме. Завршио је на 13 мјесту у генералном пласману, минут и 56 секунди иза Приможа Роглича, који је освојио трку 31 секунду испред Алехандра Валвердеа. Почетком марта возио је Страде Бјанке класик. Имао је механичких проблема, након чега је пао, али је успио да се врати у групу. Ипак, није имао снаге у финишу и отпао је на последњем калдрмисаном успону; завршио је на 29 мјесту, седам минута иза Жилијена Алафилипа. Дан касније возио је класик Гран при Индустрија и Артиђанато. Напао је на последњем успону, што је пратио само Матиа Катанео; Шахман је био бољи у спринту и остварио је прву побједу у сезони. Сезону је наставио на Вуелта а Каталуњи. На првој етапи, Томас де Гент је побиједио из бијега, док је Шахман напао у финишу из главне групе и завршио је на другом мјесту, два минута и 38 секунди иза Де Гента и четири секунде испред групе. На петој етапи, отишао је у бијег заједно са Бертом Јан Линдеманом, Андрејем Амадором и Тиџејем ван Гардереном. Напао је из бијега на 10 km до циља и остварио соло побједу, 13 секунди испред групе, коју је одспринтао Мајкл Метјуз. Последњу етапу завршио је на трећем мјесту, 53 секунде иза Давидеа Формола и трку је завршио на 12 мјесту у генералном пласману, три минута и 15 секунди иза Мигела Анхела Лопеза.
Почетком априла, возио је Вуелта ал Паис Баско трку, гдје је побиједио на хронометру на првој етапи, девет секунди испред Данијела Мартинеза. На трећој етапи, десио се пад на 6 km до циља, због којег је Алафилип морао да напусти трку; Шахман је избјегао пад и побиједио је четири секунде испред Дијега Улисија. На четвртој етапи, Адам Јејтс је напао на последњем успону на 6 km до циља, пратили су Шахман, Тадеј Погачар и Јакоб Фуглсанг. Погачар је напао у финишу, Шахман је пратио, почео да спринта на 150 m до циља и побиједио је четири секунде испред Погачара, остваривши трећу етапну побједу, захваљујући чему је повећао предност у генералном пласману на 42 секунде испред Јона Изагиреа. На петој етапи, отпао је на последњем успону, изгубио два минута и пао на треће мјесто у генералном пласману, минут и четири секунде иза сувозача — Емануела Букмана. На последњој, шестој етапи, Адам Јејтс, Погачар, Фуглсанг, Јон Изагире и Данијел Мартин су напали на успону на 65 km до циља; Јејтс је побиједио у спринту, док је Шахман завршио три и по минута иза и трку је завршио на десетом мјесту у генералном пласману, три минута и 44 секунде иза Јона Изагиреа, који је освојио трку након бијега.